# Imane Laurence
Imane Laurence (12 de julio de 2000) es una actriz francesa. Logró el premio de interpretación femenina en el Festival internacional del corto metraje de Clermont-Ferrand en Francia en 2019.

## Biografía
Imane Laurence es originaria de la Isla de Noirmoutier, Francia.
Su encuentro con la realizadora Héloïse Pelloquet está fechado en su juventud. Imane Laurence actúa en los tres principales cortometrajes de la realizadora, Como una grande (2014), La Edad de las sirenas (2016) y Coté cœur (2018), premiados en varios festivales nacionales e internacionales.
Imane Laurence recibió una mención especial, el premio de Interpretación femenina en el Festival Primero Planes de Angers en 2015 en Francia, y el premio Adami de interpretación femenina al Festival internacional del corto metraje de Clermont-Ferrand en 2019.

## Filmografía
- 2014 : Como una grande de Héloïse Pelloquet : Imane
- 2016 : La Edad de las sirenas de Héloïse Pelloquet
- 2018 : Coté cœur de Héloïse Pelloquet : Maryline

## Distinción
- Premio Adami de interpretación, mejora actriz, Festival de Clermont-Ferrand, 2019[5]
- Mención especial, premio de interpretación femenina, Festival Primero Planes de Angers, 2015[6]